# Glass Mountains
Pour les articles homonymes, voir Glass.

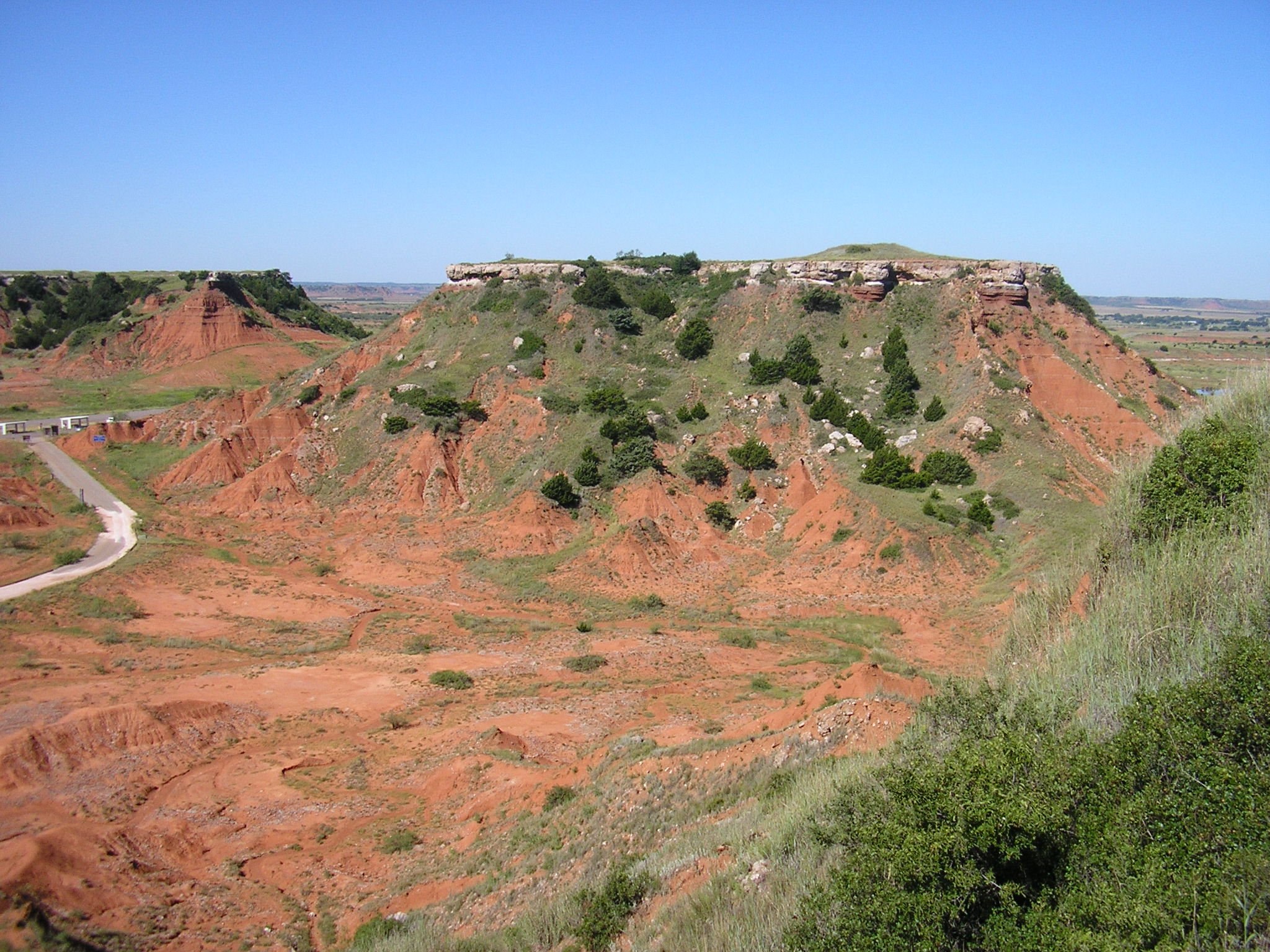
Glass Mountains

Les Glass Mountains ou Gloss Mountains désignent une série de mesas et de buttes dans les terrains rouges formés au Permien. Elles se situent dans le Nord-Ouest de l'Oklahoma dans le comté de Major. Les Glass Mountains s'étirent le long de l'US Highway 412 entre Orienta et la Cimarron. Leur nom vient des cristaux de sélénite présents sur les flancs et sommet des mesas.
En 1875, à la suite d'une erreur de transcription d'un cartographe, elles sont également appelées Gloss Mountains. L'État de l'Oklahoma administre un parc naturel à quelques kilomètres à l'ouest d'Orienta le long de l'autoroute 412.